# Granados Talcanaque
Granados Talcanaque är en ort i Mexiko.   Den ligger i kommunen Mazapa de Madero och delstaten Chiapas, i den sydöstra delen av landet, 900 km sydost om huvudstaden Mexico City. Granados Talcanaque ligger 2 297 meter över havet och antalet invånare är 681.
Terrängen runt Granados Talcanaque är bergig åt nordost, men åt sydväst är den kuperad. Runt Granados Talcanaque är det ganska tätbefolkat, med 214 invånare per kvadratkilometer. Närmaste större samhälle är Motozintla de Mendoza, 10,4 km norr om Granados Talcanaque. I omgivningarna runt Granados Talcanaque växer i huvudsak blandskog.